# Вінні-Пух (мультфільм)
Вінні-Пух(рос.Винни-Пух) — перший мультиплікаційний фільм режисера Федора Хитрука цикла із 3 радянських мальованих мультфільмів по однойменній казці Алана Мілна:
- Вінні-Пух (1969)
- Вінні-Пух йде в гості (1971)
- Вінні-Пух та день турбот (1972)

## Сюжет
Глава 1, у якій ми знайомимося з Вінні-Пухом і деякими підозрілим бджолами

Давным-давно, кажется в прошлую пятницу, жил в одной стране медвежонок под именем Винни-Пух. А почему под именем? Потому что над его дверью была надпись: «Винни-Пух», а под ней жил.
Однажды Винни-Пух отправился в лес, чтобы немного подкрепиться-он всегда был не прочь подкрепиться. Кроме того, он был поэт и в свободное время сочинял стихи и даже песенки…

Невгамовний ведмедик, ходить по лісу і наспівуючи пісеньки, зустрічає Високий-превисокий дуб з медом в велику і на верхівці з бджолами. Спочатку сам, а потім за допомогою свого друга Порося П'ятачка ведмедик Вінні-Пух, вигадуючи хитрі способи, але безуспішно намагається дістатися до меду.

## Ролі озвучували
- Євген Леонов-Вінні-Пух
- Ія Савіна-П'ятачок
- Володимир Осєнев-Оповідач

## Українське закадрове озвучення
Українською мовою озвучено телекомпанією «Інтер» у 2021 році. Ролі озвучували: Андрій Альохін, Дмитро Вікулов, Дмитро Рассказов-Тварковський і Юлія Малахова.